# Toheeb Jimoh
Toheeb Jimoh, född 15 april 1997 i England, är en brittisk skådespelare.
Jimoh har bland annat medverkat i TV-serierna Ted Lasso  (2020–2023) och The Power år 2023. Han har även medverkat i filmen Anthony från 2020.

## Filmografi (i urval)
- 2020: Anthony
- 2020–2023: Ted Lasso
- 2023: The Power